# Émeutes anti-françaises de mars 1809 à Cuba
Les émeutes anti-françaises de mars 1809 à Cuba sont un évènement de l'histoire coloniale de Cuba, sous la domination espagnole et pendant les guerres napoléoniennes, dont furent victimes les réfugiés français de Saint-Domingue à Cuba, massés depuis une décennie dans la partie orientale de la grande île des Caraïbes.

## Les grandes manœuvres de l'empire français
L'empereur français Napoléon Bonaparte fait la guerre à l'Angleterre et veut imposer un blocus des côtes atlantique en contrôlant le Portugal. Pour y parvenir il traverse l'Espagne avec la Grande armée. Mais le 2 mai 1808, les Madrilènes se révoltent contre la cavalerie de Murat. La répression fait 500 morts. L'insurrection gagne toute l'Espagne. Le frère de l'empereur français, Joseph Bonaparte, arrive à Madrid le 20 juillet 1808. Couronné roi d'Espagne, il doit très rapidement fuir, puis revient à Madrid le 4 décembre 1808, ce qui déclenche de violentes réactions anti-françaises dans l'empire espagnol. Dans la partie est de l'île de Saint-Domingue, elles entraînent le départ des survivants de l'armée napoléonienne qui avaient survécu au fiasco de l'expédition de Saint-Domingue. À Cuba, elles visent les réfugiés français qui s’établirent pendant la Révolution haïtienne dans la zone orientale de l'île, alors peu développée, à Santiago de Cuba, Baracoa, dans la Sierra Maestra et dans la baie de Guantánamo.

## Le précédent dans la partie orientale de Saint-Domingue
Les Espagnols se révoltèrent d'abord dans la partie est de Saint-Domingue, aujourd'hui République dominicaine, contrôlée par les généraux François-Marie Perichou de Kerversau et Jean-Louis Ferrand. Dès le début de 1802, François-Marie Perichou de Kerversau, avec l'aide de milices espagnoles, s'était imposé, pour faire respecter le traité de 1795 par lequel les Espagnols avaient concédé aux Français un territoire que Toussaint Louverture avait temporairement occupé avant 1794, avant de revenir à l'ouest après l'abolition de l'esclavage. 
Après le fiasco de l'expédition de Saint-Domingue, plus de 2 000 soldats rescapés passèrent dans la partie orientale de l'île, fin 1803. Le général Jean-Louis Ferrand y réussit à relancer l'économie de plantation, au prix de l'importation de près de 10 000 esclaves noirs. Dessalines tenta de l'attaquer avec 20 000 hommes en 1805, mais échoue devant la forteresse de Saint-Domingue. Jean-Louis Ferrand obtient un renfort de 900 soldats en 1806, arrivés par des vaisseaux commandés par Corentin de Leissègues. En repartant, l'escadre française fut anéantie à la bataille de San Domingo par une escadre plus importante commandée par le britannique John Thomas Duckworth,.
Au cours de l'année 1808, quantités de textes de défiance circulèrent contre les Français, en particulier les chez les Espagnols, blancs, noirs et mulâtres, installés à Porto Rico. Les insurgés créent une "junte" pour la reconnaissance du roi d'Espagne Ferdinand VII. Ils savent qu'ils pourront compter sur l'appui décisif de la Royal Navy. L'abolition de la traite négrière en 1807 par le Royaume-Uni a rehaussé le prestige des Anglais. 
Le 17 septembre 1808, Juan Sánchez Ramírez obtient l'aide du gouverneur de Porto Rico Toribio Montes pour attaquer les Français. Une escadre anglaise s'empare du port de Samaná, où un groupe de réfugiés français de Saint-Domingue s'installent, avec la tolérance des autorités espagnoles, car leurs compatriotes restés à l'ouest s'étaient fait massacrer en 1804.
Environ 700 Français sont vaincus le 7 novembre 1808 à la Bataille de Palo Hincado. Le général Ferrand se suicide. Ses milices espagnoles s'étaient mutinées en plein combat et les piémontais désertaient régulièrement les rangs de la "Légion du Cap". Le général Joseph-David de Barquier (1757–1844) lui succède.
Le reste de la garnison française capitule le 7 juillet 1809, huit mois plus tard, à Saint-Domingue, après avoir été attaquée par une autre escadre anglaise. En 1809, après que les derniers soldats du général Barquier eurent été déportés en France par la Royal Navy, la domination française est terminée. La partie orientale de l’île n’échappera pourtant pas au vent général de révolte des colonies espagnoles d’Amérique contre leur métropole.

## Les "juntes de vigilance" pour surveiller les français
Avant même que des émeutes éclatent à La Havane, les autorités cubaines s'emparent du problème. Le 12 mars 1809, le Marquis de Someruelos, capitaine général de Cuba, assisté de José de Ilincheta et de deux magistrats de l’Audience, ordonne  la création des "juntes de vigilance". Leur mission officielle, effectuer un tri parmi les Français, pour expulser les espions ou conspirateurs, accusés d'être au service des armées napoléoniennes. Leur mission réelle, calmer le ressentiment des Cubains contre les Français. Elles doivent être constituées dans toutes les villes et villages de Cuba. Première étape, mettre à jour les registres des Français résidant sur le site, en spécifiant toujours la patrie, la famille, la profession actuelle et ancienne, l’origine, et le temps de la résidence à Cuba.
Le Marquis de Someruelos déclare alors « qu'on ne peut pas douter que cette île étant la clé du Mexique, sa possession doit entrer dans les calculs de la rapacité napoléonienne » et souligne que nombre de Français ne sont pas dévoués à la cause espagnole. Ces déclarations tranchent avec la grande sollicitude qu'il avait manifestée auparavant à l'endroit des réfugiés français de Saint-Domingue à Cuba, dont il avait su apprécier tout l'apport pour l'économie de Cuba, en matière de marine ou d'implantation du café.

## Les émeutes des 21 et 22 mars
La tension entre Cubains et Français était palpable depuis l'été 1808, mais ne dégénéra que 9 mois plus tard. Le 21 mars 1809 à midi, tandis que les membres de la junte de vigilance se retiraient pour déjeuner, deux Français qui revenaient à cheval des champs sont interceptés et conduits au Palais du gouverneur par la foule, sous les insultes et des jets de pierres. Parmi les émeutiers, des Noirs espagnols, beaucoup de "gens de couleurs, en majorité des jeunes".
Ensuite, une série de saccages des maisons et commerces français commence, dont les détails seront répertoriés par les autorités. Un Français, orfèvre et résidant à Cuba depuis 40 ans, qui avait blessé un assaillant fut assassiné. Malgré l'intervention du Marquis de Someruelos, des pillages sporadiques continuèrent jusqu’au lendemain, et s’étendirent à quelques villes proches comme Santa María del Rosario et Santiago de Las Vegas.
Les autorités espagnoles publient alors un communiqué exigeant le rétablissement de l’ordre et menaçant les personnes ayant participé aux saccages et aux voies de fait de très lourdes peines. Le Marquis de Someruelos instaure le couvre-feu, qualifie les émeutiers de “fainéants et vauriens” et demande aux habitants soucieux de la tranquillité publique de retirer leurs esclaves des rues de La Havane, et de contribuer à la dissolution des bandes de pilleurs. Dans la capitale cubaine, l'état de siège fut maintenu durant un mois.

## L'expulsion en avril 1809
Le 11 avril, les autorités espagnoles décident l'expulsion des Français, y compris des pirates français de Cuba installés dans la partie orientale de l'île, même si ceux-ci furent moins touchés que ceux de La Havane, et les citadins qui n'avaient pas de quoi se payer un voyage. Le comte de Loreto sollicita la direction de la Marine espagnole pour que soient fournis des navires, ce qui permettait d’évacuer rapidement et gratuitement les Français. Il fut cependant décidé peu après que les ces derniers devaient payer leur voyage. Les journaux de La Havane publièrent des avis pour exprimer le besoin de “places vides qu’il resterait dans chaque prochain bateau en partance pour embarquer les Français”. Une nouvelle structure baptisée "Junte de représailles", chargée de confisquer les biens des Français expulsés, fut mise sur pied, mais seulement dans la capitale La Havane. Les riches armateurs et planteurs de café de Santiago de Cuba y échappèrent.
L'historiographie cubaine n'a pas mesuré les conséquences économico-sociales de l'expulsion des Français. Certains témoignages permettent de supposer que si la crise politique entraîna des ruines, beaucoup de grandes fortunes réussirent à y échapper, par la naturalisation ou le recours à des prête-noms qui sont chargés de conserver les propriétés caféières le temps que les choses se calment.
Entre le 10 mai 1809 et le 17 août 1809, pas moins de 55 bateaux, appartenant pour une bonne part à des pirates français, quittent les différents ports de Cuba pour La Nouvelle-Orléans, chargés de Réfugiés français de Saint-Domingue à Cuba, qui deviennent des Réfugiés français de Saint-Domingue en Amérique. Sur ces 55 bateaux, 48 viennent de Santiago de Cuba, six de Baracoa et un seul de La Havane, qui était pourtant le secteur le plus touché par les émeutes et les expulsions.

## Le repli sur la Louisiane française
La Nouvelle-Orléans, qui ne comptait que 8 475 habitants en 1805, reçoit 9 059 réfugiés français de Saint-Domingue à Cuba jusqu'en décembre 1809, parmi lesquels 2 731 blancs, 3 102 noirs libres et 3 326 esclaves. Sa population double. En 1810, la ville compte 24 552 habitants dont seulement 3 200 anglophones. Selon Carl A. Brasseaux, historien et directeur du centre d'études louisianaises de Lafayette en Louisiane, ils font doubler la population de La Nouvelle-Orléans. 
Certains poursuivent l'activité de piraterie des années 1800 dans la Caraïbe, même si l'éditorial d'un journal local juge « pathétiques » les corsaires français arborant le pavillon de Napoléon Bonaparte, car il ne détient plus un seul centimètre carré de terre dans les Antilles. Les pirates travaillèrent aussi plus tard pour les ports colombiens qui souhaitaient secouer le joug de l'Empire espagnol, lors de la révolution menée par Simón Bolívar. Mais plusieurs d'entre eux étaient des espions espagnols.
Une partie de ces émigrés français en Louisiane choisit de retourner à Saint-Domingue quand celle-ci passa aux mains des Américains en 1803, lors de la vente de la Louisiane.

## L'héritage de Napoléon à Cuba
Les grands propriétaires français vont récupérer leurs propriétés dans les années 1815, mais les noirs libres de Cuba continuent sur leur lancée. Un noir libre du nom de José Antonio Aponte, entraîne les esclaves à la révolte entre décembre 1811 et janvier 1812, et met au point un plan qui doit leur rendre la liberté, en comptant sur la réception de 300 fusils venus de Haïti. Mais le complot est déjoué et Aponte ainsi que plusieurs de ses hommes sont exécutés. Le Marquis de Someruelos saura en particulier présenter cette conspiration de 1812 comme une menace indistincte contre la communauté blanche.
Un siècle et demi plus tard, lorsque Fulgencio Batista revient au pouvoir à la suite d'un coup d'État en 1952, la plus grande fortune de l'île, Don Julian Lobo, appelé le « tsar du sucre », fonde un parti républicain et s'inspire de Napoléon Bonaparte dont il pense être la réincarnation. Il achète tous les objets ayant appartenu à l'empereur français, pour amasser une impressionnante collection. À la révolution cubaine, cette collection est confisquée, puis oubliée et finalement réunie dans un Musée Napoléon à La Havane.